# ریخته‌گری سرمایش مستقیم
ریخته‌گری سرمایش مستقیم (به انگلیسی: Direct Chill (DC) casting) روشی است به منظور ساخت شمش‌های دایره‌ای و مستطیلی از فلزهای غیرآهنی، به‌ویژه آلومینیوم، مس، منیزیم و آلیاژهای آنان. برای انجام فرآیندهای ثانویه بر فلزات و آلیاژهای آنان، همانند نورد یا ماشین‌کاری از این شمش‌ها استفاده می‌شود. بیش از نیمی از شمش‌های آلومینیمی جهان به روش ریخته‌گری سرمایش مستقیم تهیه می‌شوند.

## تاریخچه
اوایل دههٔ ۱۹۳۰، شکل‌دهی به روش سرمایش مستقیم را یک دانشمند آلمانی (vaw) و یک آمریکایی (Alcoa) ابداع کردند. پیش از ابداع این روش، برای تأمین مصرف کارخانه‌ها از قالب‌های کتابی استفاده می‌شد، بدین صورت که آلومینیم مذاب در قالب فولادی دو تکه‌ای ریخته می‌شد و قالب از بیرون با پاشیدن آب خنک می‌شد. سرمایش مستقیم تشکیل ساختار هسته‌ای ریزتر را فراهم کرد، زیرا تماس مستقیم مذاب با آب به یکنواخت‌تر شدن انتقال گرما کمک می‌کند، و نتیجهٔ این امر کاهش اغتشاشات و ناهمگنی‌های ساختاری است.

## مراحل

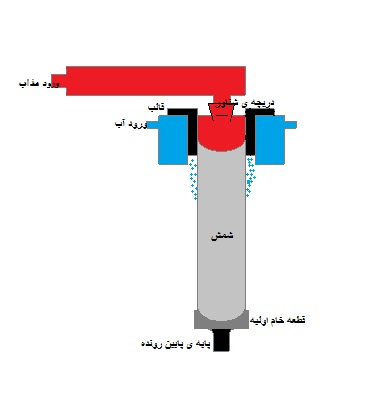
شمایی از دستگاه ریخته‌گری سرمایش مستقیم

ریخته‌گری سرمایش مستقیم با ریختن پیوستهٔ فلز مذاب در یک قالب کوتاه (با عمق حدودی ۱۵–۷٫۵ سانتیمتر) که سطح پایینی آن باز است انجام می‌شود. مذاب که از کوره خارج می‌شود، از یک نازل عمودی می‌گذرد تا در حفرهٔ قالب ریخته شود. جریان مذاب از طریق یک دریچهٔ شناور (به انگلیسی: Floating valve) کنترل می‌شود، بدین صورت که با کاهش مقدار مذاب، خروجی دریچه بیشتر و با زیاد شدن مقدار مذاب، خروجی دریچه کمتر می‌شود. این فرایند با قرارگیری یک بلوک بی‌شکل اولیه (به انگلیسی: Dummy block) آغاز می‌شود. پیش از انجام عملیات شکل‌دهی، یک قطعهٔ خام اولیه در پایین قالب قرار می‌گیرد، وقتی حفرهٔ قالب با بلوک اولیهٔ قرار داده شده، از مذاب پر شد، قطعهٔ اولیه با یک سیلندر هیدرولیکی پایین می‌آید. تنها یک لایهٔ بیرونی مذاب فلز که با قالب سردشده با آب در تماس است جامد می‌شود، در حالیکه درون این پوسته استخری از مذاب است. پس از ترک بخش قبلی از پایین قالب (با سرعتی در حدود ۱۵–۵ سانتی‌متر بر دقیقه) آب مستقیماً به شمش افشانده می‌شود، این کار تا جامدشدن کامل شمش ادامه پیدا می‌کند. تنها ۲۰٪ حرارت مذاب از طریق تماس با بدنهٔ قالب از دست می‌رود و باقی آن در مرحلهٔ بعدی سرمایش (سرمایش مستقیم در معرض آب) صورت می‌پذیرد؛ و شمش در حال تشکیل تا ارتفاعی که برای ماشین ممکن است (بیش از ۱۰ متر) پایین می‌آید. شکل‌دهی این شمش‌ها و پایین آمدن آن‌ها تا زمانی انجام می‌شود که سنبه به پایین‌ترین موقعیت ممکن برسد.

## مزایا
از مزایای ریخته‌گری به روش سرمایش مستقیم می‌توان به کاهش تنش‌های درونی شمش ساخته شده با این فرایند شکل‌دهی در مقایسه با سایر روش‌ها اشاره کرد، علت آن است که ذرات مذاب در حال انجماد می‌توانند در تمامی جهت‌ها برهمکنش داشته باشد، بدین دلیل که جریان مذاب تنها به بالای شمش اضافه می‌شود.

## انواع
دو نوع ریخته‌گری به روش سرمایش مستقیم متداول است:
- سرمایش درونی: قطعات فلزی هستند از جنس همان فلز مذاب، که درون حفره‌های قالب‌گیری قرار می‌گیرند. وقتی که حفره پر می‌شود، قطعات موردنظر ذوب می‌شوند و بخشی از حرارت مذاب را جذب می‌کنند.
- سرمایش بیرونی: قراردادن موادی با ظرفیت گرمایی و انتقال حرارت بالا که بر لبهٔ حفرهٔ قالب واقع می‌شوند و بخشی از قالب محسوب می‌شوند.

## کاربردها
بیشترین کاربرد این روش برای ساخت شمش‌های آلومینیمی به منظور اکسترودکردن است. شمش‌هایی با مقاطع مستطیلی (عموما با قطع‌های ۲۰۰۰–۱۵۰۰×۵۰۰ میلی مترمربع) که برای نورد و تبدیل به صفحه و ورق استفاده می‌شوند معمولاً از آلیاژهای سری ۱۰۰۰، ۳۰۰۰ یا ۵۰۰۰ هستند. شمش‌هایی با مقاطع دایره‌ای تا قطر ۱٫۱ متر معمولاً برای اکسترودکردن فرستاده می‌شوند، برای اکثر مصارف اکستروژن از آلیاژهای سری ۶۰۰۰ استفاده می‌شود. همچنین آلیاژهای سری ۲۰۰۰ و ۷۰۰۰ که با این روش تولید می‌شوند را می‌توان برای مصارفی که به مقاومت بالا احتیاج دارند استفاده کرد.

## ابعاد متداول قطعات ساخته شده با این روش
- شمش‌های دایره‌ای: قطر (۵۰–۵۰۰ میلی‌متر) و طول (۸–۴ متر)
- شمش‌های مستطیلی: ابعاد (۱۵۰۰×۵۰۰ میلی‌متر) و طول بیش از ۱۰ متر

## طراحی قالب‌های ریخته‌گری با سرمایش مستقیم[۱]
دو روش برای طراحی این قالب‌ها وجود دارد:
- جریان مذاب شناور کنترل شده (طراحی مرسوم)
- قالب با سقف گرم (hot top)

## مزایای قالب‌های با سقف گرم[۱]
- این روش نیازی به کنترل جریان ندارد.
- مذاب از خطر اکسیداسیون در امان خواهد بود.
- هدررفت گرما کمتر می‌شود.

## ریخته‌گری به روش سرمایش مستقیم در قالب‌های الکترومغناطیس
این قالب‌ها با ایجاد یک میدان الکترومغناطیسی موجب دفع مذاب فلز از قالب می‌شوند. بدنهٔ قالب که به یک ژنراتور جریان متناوب متصل است، رفتار القایی یک سیم‌پیچ را از خود نشان می‌دهد. جریان متناوب عبوری از القاگر در مذاب جریان‌های ادی ایجاد می‌کند. این جریان‌ها با میدان مغناطیسی القاگر برهمکنش نشان می‌دهند. نیروهای لورنتس که در اثر این برهمکنش ایجاد می‌شوند، موجبات دفع مذاب از قالب را فراهم می‌کنند. عدم تماس مذاب در حال انجماد با بدنهٔ قالب موجب می‌شود تمامی حرارت استخر مذاب با برخورد جریان جت آب به سطح شمش از دست برود. از مزایای این قالب‌ها می‌توان به موارد زیر اشاره کرد:
- صافی سطح مناسب؛ از آن جهت که تماس مستقیمی بین قالب و مذاب رخ نمی‌دهد.
- ساختار ذره‌ای دانه ریز؛ که علت آن تلاطم مذاب به خاطر نیروهای الکترومغناطیسی است.

## ریخته‌گری منیزیم به این روش
استفادهٔ عمدهٔ این روش ریخته‌گری برای ایجاد شمش‌های آلومینیمی است، اما به تازگی بهره‌گیری از این روش برای ساخت شمش منیزیمی هم مورد استقبال قرار گرفته‌است. با این حال مصرف آلومینیم در این روش ۱۰۰ها برابر منیزیم است.